# Черногорская мафия
Черногорская мафия (черног. Crnogorska mafija) — различные преступные организациям, базирующиеся в Черногории или состоящим из черногорцев. За пределами страны черногорские преступные группы действуют в других европейских странах Европе (особенно в Сербии). Черногорские ОПГ в основном специализируются на контрабанде наркотиков, контрабанде табака и торговле оружием.
Оценка серьезной и организованной преступности в Черногории за 2021 год (SOCTA) определяет 10 организованных преступных групп высокого риска в Черногории, причем кланы Кавач и Шкаляри являются наиболее известными и играют центральную роль в так называемом балканском картеле . Большинство других организованных преступных групп высокого риска в Черногории либо подчиняются, либо связаны с одним из двух вышеупомянутых которских кланов. Основные преступные группировки в Черногории специализируются на контрабанде наркотиков, хотя высокодоходная контрабанда сигарет находится в центре внимания нескольких преступных сообществ.

### Которский клан
Котор - прибрежный город в Черногории, который имеет долгую историю морской торговли и является домом для единственного в Черногории военно-морского факультета. Таким образом, из-за того, что большинство образованных моряков-торговцев в Черногории родом из Котора, город превратился в место вербовки моряков, занимающихся контрабандой кокаина на грузовых судах по маршруту Южная Америка - Европа.
Которский клан стал известен в 2000-х годах под руководством Дарко Шарича и Драгана Дудича «Фрик». Эту преступную организацию подозревали в осуществлении одной из крупнейших схем контрабанды кокаина по маршруту Южная Америка — Европа. Они реинвестировали доходы от своего преступного предприятия в многочисленные коммерческие предприятия в Черногории и регионе, включая известные ночные клубы и отели.
В 2010 году Драган Дудич был убит в Которе, а клан Шаричей был в значительной степени нейтрализован в ходе региональной полицейской акции «Балканский воин». Остаток клана Котор разделился на две фракции - кланы Кавач и Шкаляри. Эти две организованные преступные группировки ведут ожесточенную войну банд с 2015 года, в результате которой с обеих сторон погибло до 50 человек, убитых в Черногории и по всей Европе, как правило, в результате тщательно спланированных целенаправленных убийств.
Блокировка в 2021 году зашифрованной сети связи Sky ECC пролила свет на многие ранее нераскрытые преступления, совершенные двумя кланами, а также на их связи с различными полицейскими и государственными чиновниками Черногории. Однако, несмотря на то, что уничтожение Sky ECC ослабило кланы, они остаются двумя самыми могущественными преступными группировками в Черногории и, возможно, на Балканах.
Оба клана имеют ответвления и партнеров в странах Балканского региона, а также в остальной Европе – Испании (основной пункт транзита и разгрузки партий кокаина, в частности, Валенсия , Балеарские и Канарские острова ), Италии (использующий порт Джойя-Тауро в качестве пункт перевалки кокаина в сотрудничестве с «Ндрангета» ), Австрия , Нидерланды , Германия , Бельгия , Греция , Венгрия , Украина и Турция. Кроме того, кланы сохраняют прямое присутствие в Южной Америке , а порты в Бразилии , Эквадоре и Уругвае считаются пунктами погрузки черногорских контрабандистов кокаина.

### Кавачевский клан
Этот клан, названный в честь которской деревни Кавач, в настоящее время возглавляет Радое Звицер. Предполагается, что этот клан близок к остаткам клана Шарича и преступной группировке Велько Беливука из Сербии. Клан также имеет сильное присутствие в Герцег-Нови , Подгорице , Никшиче и Цетинье .

### Клан Шарича
Клан Шарича — это организованная преступная группа, возглавляемая Дарко Шаричем и действующая из Плевли , Котора и других городов Черногории и Сербии. Эта группа играла доминирующую роль в контрабанде кокаина на Балканах, начиная с роспуска клана Земун в 2003 году и заканчивая полицейской операцией « Балканский воин» в 2010 году. В настоящее время она превратилась в ответвление клана Кавач.

### Клан Радуловичей
Клан Радуловичей — это организованная преступная группа, действующая из Никшича и возглавляемая Ранко Радуловичем, а также различными членами его семьи. Считается ответвлением клана Кавач.

### Клан Бечичи
Клан Бечичи — организованная преступная группа, базирующаяся в Бечичи , пригороде Будвы . Этот клан тесно связан с кланом Кавач, и его возглавляет Василий Рафаилович. Пока неясно, можно ли считать клан Бечичи отдельной преступной группировкой или независимой фракцией клана Кавач.

### Шкалярский клан
Этот клан, названный в честь Которской деревни Шкаляри, в настоящее время возглавляет Йован Вукотич. Предполагается, что этот клан близок к клану Бар, а также клану Земун из Сербии. Клан имеет сильное присутствие в Баре, Будве, Цетинье и Подгорице.

### Будванский клан
Будванский клан — организованная преступная группа, базирующаяся в прибрежном черногорском городе Будва . Этот клан тесно связан с кланом Шкаляри, и его возглавляют Марко Любиша «Кан» и Саша Борета. Пока неясно, можно ли считать клан Будвы отдельной преступной группировкой или весьма независимой группировкой клана Шкаляри.

### Клан Бар
Клан Бар — организованная преступная группа, базирующаяся в прибрежном черногорском городе Бар. Этот клан связан с кланом Шкаляри и организован горизонтально - высокопоставленные члены не обязательно координируются каким-либо лидером, хотя в последнее время барская мафия начала регулировать свою вертикальную иерархию, что сделало организацию намного сильнее. [2] Местная репутация организации связана с коррумпированными высокопоставленными лицами в региональных отделениях полиции Герцег-Нови, Тивата, Котора, Будвы и Улциня. [3]

### Клан Беране
Клан Беране — организованная преступная группа, действующая в городе Беране на севере Черногории, специализирующаяся на торговле наркотиками и возглавляемая Вуком Вулевичем. Оценка серьезной и организованной преступности в Черногории за 2021 год (SOCTA) классифицирует клан Беране как третью по силе организованную преступную группу в Черногории, хотя она далека от влияния и власти кланов Кавач и Шкаляри. [4]

### Клан Рожае
Клан Рожае — организованная преступная группа, базирующаяся в городе Рожае на севере Черногории и специализирующаяся на контрабанде героина. Эта организованная преступная группа якобы возглавляется Сафетом Каличем «Сайо» и имеет прочные связи в Сербии , Боснии и Герцеговине , Косово и Турции . Примечательно, что эта преступная группа не была связана с насильственными преступлениями, а ее члены и лидеры успешно избегали судебного преследования, несмотря на то, что на протяжении десятилетий публично считались серьезной организованной преступной группой.

### Клан Дрешай
Клан Дрешай — организованная преступная группа, возглавляемая Леоном Дрешаем и базирующаяся в Тузи. Состоящая в основном из этнических албанцев , она в основном занимается торговлей наркотиками и имеет прочные связи в Албании и Косово.

### Розовые пантеры
«Розовые пантеры» — международная преступная группировка, специализирующаяся на краже драгоценностей. Неизвестно, достаточно ли интегрированы и скоординированы «Розовые пантеры», чтобы их можно было классифицировать как преступную группу, однако многие ограбления, совершенные гражданами Черногории по всему миру, приписываются «Розовым пантерам» .